# Sylvia Wynter
The Hon hon Sylvia Wynter, O.J. (sinh ngày 11 tháng 5 năm 1928) là một tiểu thuyết gia, nhà viết kịch, nhà phê bình, triết gia và nhà tiểu luận người Jamaica.

## Tiểu sử
Sylvia Wynter được sinh ra ở Cuba với nữ diễn viên Lola Maude (Reid) Wynter và thợ may Percival Wynter. Năm hai tuổi, bà trở về quê nhà Jamaica, với cha mẹ (cả hai đều sinh ra ở đó) và được giáo dục tại trường trung học dành cho nữ sinh St. Andrew. Năm 1946, bà được trao tặng học bổng Jamaica Centenary dành cho nữ, đưa bà đến Đại học King (Luân Đôn) để lấy bằng BA cho mình bằng các ngôn ngữ hiện đại (tiếng Tây Ban Nha) từ 1947 đến 1951. Bà đã được trao bằng thạc sĩ vào tháng 12 năm 1953 cho luận án của mình, một ấn bản quan trọng của một cuốn truyện Tây Ban Nha, Á lo que obliga el.
Năm 1956, Wynter gặp tiểu thuyết gia người Guyan Jan Carew, người đã trở thành người chồng thứ hai của bà. Năm 1958, bà hoàn thành Under the Sun, một vở kịch sân khấu đầy đủ, được Nhà hát Hoàng gia ở Luân Đôn mua lại. Năm 1962, Wynter xuất bản cuốn tiểu thuyết duy nhất của bà, The Hills of Hebron.
Sau khi tách khỏi Carew vào đầu những năm 1960, Wynter trở lại học viện, và năm 1963, được bổ nhiệm làm trợ lý giảng viên về văn học Tây Ban Nha tại cơ sở Mona của Đại học Tây Ấn (West Indies). Bà ở đó đến năm 1974. Trong thời gian này, chính phủ Jamaica ủy thác cho bà viết vở kịch 1865–A Ballad for a Rebellion viết về cuộc nổi loạn ở Vịnh Morant và tiểu sử Ngài Alexander Bustamante, thủ tướng đầu tiên của quốc gia độc lập Jamaica.
Năm 1974, Wynter được Khoa Văn học tại Đại học California ở San Diego mời làm giáo sư Văn học so sánh và Văn học Tây Ban Nha và để dẫn dắt một chương trình mới trong văn học Thế giới thứ ba. Bà rời UCSD vào năm 1977 để trở thành chủ tịch của Nghiên cứu người châu Phi và người Mỹ gốc Phi, và giáo sư tiếng Tây Ban Nha tại Khoa Tây Ban Nha và Bồ Đào Nha tại Đại học Stanford. Hiện bà là giáo sư danh dự tại Đại học Stanford.
Vào giữa đến cuối những năm 1960, Wynter bắt đầu viết các bài tiểu luận phê bình đề cập đến sở thích của bà ở Caribe, Mỹ Latinh cùng lịch sử và văn học Tây Ban Nha. Vào năm 1968 và 1969, bà đã xuất bản một bài tiểu luận gồm hai phần đề xuất thay đổi cách tiếp cận của các học giả đối với phê bình văn học, "Chúng ta phải học cách ngồi lại với nhau và nói về một nền văn hóa nhỏ: Những phản ánh về tác phẩm và các bài phê bình Tây Ấn." Kể từ đó, Wynter đã viết rất nhiều bài tiểu luận, trong đó bà tìm cách suy nghĩ lại về bản thể đầy đủ của con người, mà theo bà, đã bị giới hạn bởi những gì được bà mô tả là sự đại diện quá mức của Người đàn ông (tư sản phương Tây) như thể nó là thứ duy nhất của chế độ nhân đạo hoàn toàn. Bà đề nghị làm thế nào nhiều nguồn kiến thức và văn bản có thể làm cho khung thế giới quan của chúng ta khác nhau.
Năm 2010, Sylvia Wynter đã được trao tặng Huân chương Jamaica (OJ) vì sự phục vụ trong lĩnh vực giáo dục, lịch sử và văn hóa.

## Tác phẩm

### Tiểu thuyết
- The Hills of Hebron (1962)

### Kịch
- - Miracle in Lime Lane (1959)
  - Shh... It's a Wedding (1961)
  - The Big Pride (1961)[5]
  - 1865 – A Ballad for a Rebellion (1965)
  - The House and Land of Mrs. Alba (1968)
  - Maskarade (1974)

### Tiểu luận / phê bình
- "The Instant-Novel Now." New World Quarterly 3.3 (1967): 78-81.
- "Lady Nugent’s Journal." Jamaica Journal 1:1 (1967): 23-34.
- "We Must Learn to Sit Down Together and Talk about a Little Culture: Reflections on West Indian Writing and Criticism: Part One." Jamaica Journal 2:4 (1968): 23-32.
- "We Must Learn to Sit Down Together and Talk about a Little Culture: Reflections on West Indian Writing and Criticism: Part Two." Jamaica Journal 3:1 (1969): 27-42.
- "Book Reviews: Michael Anthony Green Days by the River and The Games Were Coming." Caribbean Studies 9.4 (1970): 111-118.
- "Jonkonnu in Jamaica: Towards the Interpretation of the Folk Dance as a Cultural Process." Jamaica Journal 4:2 (1970): 34-48.
- "Novel and History, Plot and Plantation." Savacou 5 (1971): 95-102.
- "Creole Criticism: A Critique." New World Quarterly 5:4 (1972): 12-36.
- "One-Love—Rhetoric or Reality?—Aspects of Afro-Jamaicanism." Caribbean Studies 12:3 (1972): 64-97.
- "After Word." High Life for Caliban. By Lemuel Johnson. Ardis, 1973.
- "Ethno or Socio Poetics." Alcheringa/Ethnopoetics 2:2 (1976): 78-94.
- "The Eye of the Other." Blacks in Hispanic Literature: Critical Essays. Ed. Miriam DeCosta-Willis. Kennikat Press, 1977. 8-19.
- "A Utopia from the Semi-Periphery: Spain, Modernization, and the Enlightenment." Science Fiction Studies 6:1 (1979): 100-107.
- "History, Ideology, and the Reinvention of the Past in Achebe's Things Fall Apart and Laye's The Dark Child." Minority Voices 2:1 (1978): 43-61.
- "Sambos and Minstrels." Social Text 1 (Winter 1979): 149-156.
- "In Quest of Matthew Bondsman: Some Cultural Notes on the Jamesian Journey." Urgent Tasks 12 (Summer 1981).
- Beyond Liberal and Marxist Leninist Feminisms: Towards an Autonomous Frame of Reference, Institute for Research on Women and Gender, 1982.
- "New Seville and the Conversion Experience of Bartolomé de Las Casas: Part One." Jamaica Journal 17:2 (1984): 25-32.
- "New Seville and the Conversion Experience of Bartolomé de Las Casas: Part Two." Jamaica Journal 17:3 (1984): 46-55.
- "The Ceremony Must Be Found: After Humanism." Boundary II 12:3 & 13:1 (1984): 17-70.
- "On Disenchanting Discourse: ‘Minority’ Literary Criticism and Beyond." Cultural Critique 7 (Fall 1987): 207-44.
- "Beyond the Word of Man: Glissant and the New Discourse of the Antilles." World Literature Today 63 (Autumn 1989): 637-647.
- "Beyond Miranda’s Meanings: Un/Silencing the ‘Demonic Ground’ of Caliban’s Women." Out of the Kumbla: Caribbean Women and Literature. Ed. Carole Boyce Davies and Elaine Savory Fido. Africa World Press, 1990. 355-372.
- Do Not Call Us Negroes: How Multicultural Textbooks Perpetuate Racism. Aspire, 1990.
- "Columbus and the Poetics of the Propter Nos." Annals of Scholarship 8:2 (1991): 251-286.
- "Tras el ‘Hombre,’ su última palabra: Sobre el posmodernismo, les damnés y el principio sociogénico." La teoría política en la encrucijada descolonial. Nuevo Texto Crítico, Año IV, No. 7, (Primer Semester de 1991): 43-83.
- "‘Columbus, The Ocean Blue and ‘Fables that Stir the Mind’: To Reinvent the Study of Letters." Poetics of the Americas: Race, Founding and Textuality 8:2 (1991): 251-286.
- "Rethinking ‘Aesthetics’: Notes Towards a Deciphering Practice." Ex-iles: Essays on Caribbean Cinema. Ed. Mbye Cham. Africa World Press, 1992. 238-279.
- "‘No Humans Involved’: An open letter to my colleagues". Voices of the African Diaspora 8:2 (1992).
- "Beyond the Categories of the Master Conception: The Counterdoctrine of the Jamesian Poiesis." C.L.R. James’s Caribbean. Ed. Paget Henry and Paul Buhle. Duke University Press, 1992. 63-91.
- "But What Does Wonder Do? Meanings, Canons, Too?: On Literary Texts, Cultural Contexts, and What It’s Like to Be One/Not One of Us." Stanford Humanities Review 4:1 (1994).
- "The Pope Must Have Been Drunk, the King of Castile a Madman: Culture as Actuality and the Caribbean Rethinking of Modernity." Reordering of Culture: Latin America, the Caribbean and Canada in the 'Hood. (1995): 17-42.
- "1492: A New World View" (1995), Race, Discourse, and the Origin of the Americas: A New World View. Ed. Sylvia Wynter, Vera Lawrence Hyatt, and Rex Nettleford. Smithsonian Institution Press, 1995. 5-57.
- "Is ‘Development’ a Purely Empirical Concept, or also Teleological?: A Perspective from ‘We the Underdeveloped’." Prospects for Recovery and Sustainable Development in Africa. Ed. Aguibou Y. Yansané. Greenwood, 1996. 299-316.
- "Columbus, the Ocean Blue, and ‘Fables That Stir the Mind’: To Reinvent the Study of Letters." Poetics of the Americas: Race, Founding and Textuality. Ed. Bainard Cowan and Jefferson Humphries. Louisiana State UP, 1997. 141-163.
- "'Genital Mutilation' or 'Symbolic Birth?' Female Circumcision, Lost Origins, and the Aculturalism of Feminist/Western Thought." Case Western Reserve Law Review 47.2 (1997): 501-552.
- "Black Aesthetic." The Encyclopedia of Aesthetics. Vol. 1. Oxford UP, 1998. 273-281.
- "Africa, The West and the Analogy of Culture: The Cinematic Text After Man." Symbolic Narratives/African Cinema: Audiences, Theory and the Moving Image. Ed. June Givanni. London British Film Institute, 2000. 25-76.
- "The Re-Enchantment of Humanism: An Interview with Sylvia Wynter"[liên kết hỏng], Small Axe 8 (2000): 119-207.
- "'A Different Kind of Creature': Caribbean Literature, the Cyclops Factor and the Second Poetics of the Propter Nos." Annals of Scholarship 12:1/2 (2001).
- "Towards the Sociogenic Principle: Fanon, Identity, the Puzzle of Conscious Experience, and What It Is Like to be 'Black.'" National Identities and Socio-Political Changes in Latin America. Ed. Mercedes F. Durán-Cogan and Antonio Gómez-Moriana. New York: Routledge, 2001. 30-66.
- "Unsettling the Coloniality of Being/Power/Truth/Freedom: Towards the Human, After Man, Its Overrepresentation – An Argument" Lưu trữ ngày 12 tháng 10 năm 2017 tại Wayback Machine. CR: The New Centennial Review 3.3 (2003): 257-337.
- "On How We Mistook the Map for the Territory and Re-Imprisoned Ourselves in Our Unbearable Wrongness of Being, of Désêtre: Black Studies Toward the Human Project." Not Only the Master’s Tools: African-American Studies in Theory and Practice. Eds. Lewis R. Gordon and Jane Anna Gordon. Paradigm, 2006. 107-169.
- "Proud Flesh Inter/Views Sylvia Wynter." Greg Thomas. ProudFlesh: A New Afrikan Journal of Culture, Politics & Consciousness 4 (2006).
- "Unparalleled Catastrophe for Our Species? Or, to Give Humanness a Different Future: Conversations." Interview. Sylvia Wynter: On Being Human as Praxis. Duke, 2014. 9-89.
- "The Ceremony Found: Towards the Autopoetic Turn/Overturn, its Autonomy of Human Agency, and the Extraterritoriality of (Self-)Cognition." Black Knowledges/Black Struggles: Essays in Critical Epistemology. Eds. Jason R. Ambroise and Sabine Broeck. Liverpool, UK: Liverpool UP, 2015. 184-252.